# 亭樓

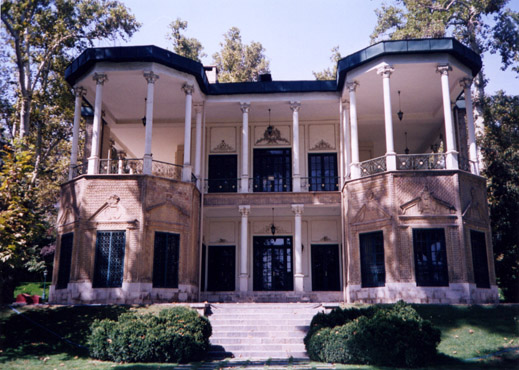
伊朗德黑蘭的洋亭，係穆罕默德-禮薩·巴勒維被伊朗伊斯蘭革命推翻前的居所。

亭樓（拉丁語：papilio）是一種由立柱支撐的中空建築。語源出自拉丁語papilio，係由鱗翅目昆蟲（蝶、蛾）翅膀的狀態隱喻而來。亭樓從臨時搭建的帳篷發展而成，作為古代的建築遺跡，一般可供人休憩和觀賞用；作為現代建築則突出其展覽意義，如博覽會上的各個展館。
廣義上，它也包括了類似的亞洲建築，如東亞傳統樣式亭子以及伊斯蘭世界的涼亭等。